# Colina da Glória
A Colina da Glória (курган славы) é um memorial imponente em honra dos soldados soviéticos que combateram durante a Segunda Guerra Mundial, localizado na Bielorrússia a 21 km de Minsk na estrada que liga Moscovo a Minsk.
Foi projectado por O.Stakhovich , e esculpido por A.Bembel, tendo sido inaugurado em 1969 pelas comemorações do 25º aniversário da libertação da Bielorrússia através da Operação Bagration (1944).

## Descrição
O monumento tem a forma de uma colina, que serve de assento a uma escultura em concreto composta de uma base em forma de anel e um obelisco quadrangular com 70 m de altura, numa representação simbólica de quatro baionetas, correspondendo às quatro frentes abertas contra as tropas nazistas sobre o solo bielorrusso . Se a parte superior da construção, marcada pela ausência voluntária de qualquer ornamentação, remete ao estilo brutalista em voga nos anos 1960, a parte inferior, ao contrário, é repleta de baixos relevos representando os rostos de soldados, tripulantes de tanques de guerra, aviadores, “partisans” e trabalhadores, na mais pura tradição do realismo socialista.
Uma plataforma de observação equipa o topo da colina, permitindo uma vista panorâmica do antigo campo de batalha. O acesso é efectuado através de uma rampa com 241 degraus.

## História
A Colina da Glória foi instalada no exacto local de uma das grandes operações militares soviéticas da Segunda Guerra Mundial. Conhecida pelo nome de código de Operação Bagration, ela visou arrasar definitivamente toda a presença alemã sobre o solo bielorrusso. A ofensiva, realizada pelas 1ª, 2ª e 3ª frentes da Bielorrússia, bem como pela 1ª frente do Báltico, em coordenação com os “partisans”, fez recuar rapidamente as tropas alemãs do Grupo de Exércitos Centro, que abandonaram as cidades de Vitebsk, Orsha e Borissov no espaço de poucos dias. Sob a pressão dos exércitos soviéticos, a cidade de Minsk foi liberada no dia 3 de julho de 1944, após duros combates .